# Логор Бегејци
Притворски центар Бегејци је био притворски центар за особе хрватске националности са подручја захваћених ратом у Хрватској 1991. године. Налазио се у Бегејцима (данашњи назив места је Торак) код Зрењанина.

## Злостављања
Притворски центар је отворен у јесен 1991, а у њему је било затворено око 260 затвореника, према наводима из оптужнице против Слободана Милошевића. За троје људи зна се да су тамо умрли. 
У центру је било затворено 30 жена које су, према неким тврдњама, „редовно биле изложене сексуалном насиљу“. У сведочењу пред хашким трибуналом затвореник центра психијатар Младен Лончар је рекао да су се те жене, старости 20-80 година, осећале као „приватне проститутке“. Најмлађи затвореник тог центра је био ментално заостали четрнаестогодишњи дечак који је, према неким тврдњама, био принуђен да пред камерама београдске и новосадске телевизије „рецитује како је убијао“ Србе. Осим Хрвата у центру је било затворено и неколико Румуна као и неколицина држављана Шри Ланке, који су, према неким тврдњама такође били злостављани. У центру је било и затвореника са подручја северне Србије - Војводине. Затвореници у центру су били лоцирани у стајама, а држани су тамо без грејања, све до посете Међународног Црвеног крста када су добили ћебад. Према неким тврдњама, заробљеници су пролазили кроз батине, тортуре, галаму, над њима су стражари вежбали карате ударце.

## Затварање центра
Већина заробљеника билу су с подручја Вуковара, а касније су пребачени у неке друге притворске центре на тлу Србије међу којима је и Притворски центар Стајићево такође у зрењанинској општини или су размењени. У децембру 1991, око 300 затвореника вратило се у Хрватску у склопу размене заробљеника.

## Информације о центру у јавности
Било је иницијатива да се обележи место „страдања Хрвата“, али због протеста и немира које су организовали српски десничарски покрети и удружења бивших бораца, од тога се одустало.. Српска новинарка Даница Вученић добила је награду Зоран Мамула за њен извештај о центру 2003. године. Српско Тужилаштво за ратне злочине годинама у ладици држи тужбу бивших притвореника против генерала Александра Васиљевића, шефа КОС-а који је још у октобру 1991. организовао систем притворских центара, и потпуковника Мирослава Живановића, који је једно време био командант у Бегејцима и Сремској Митровици. Ниједан од официра КОС-а који су водили испитивања и, према неким оптужбама, „злостављали и толерисали свакодневна мучења, силовања и убиства унутар центра“, ниједан од заповедника центра и виших официра није процесуиран.